# Salix taishanensis
Salix taishanensis — вид квіткових рослин із родини вербових (Salicaceae).

## Морфологічна характеристика
Це кущ до 1 метра заввишки чи більше. Гілочки червонувато-брунатні, в молодості, червонувато-чорні в сушеному вигляді. Листки на ніжках 5–7 мм; листкова пластинка яйцювата чи еліптична, абаксіально сірувато-зелена, гола, адаксіально зелена, запушена в молодості та вздовж середньої жилки, край цільний, верхівка тупа чи гостра. Чоловіча сережка 25–30 × ≈ 10 мм, сидяча. Чоловіча квітка: тичинок 2; пиляки червоні, рідше жовті біля основи сережки, яйцеподібні. Жіноча сережка 10–20 × ≈ 4 мм. Жіноча квітка: зав'язь яйцювато-конічна, ≈ 2 мм, сіро запушена чи гола.

## Середовище проживання
Китай [Хебей, Хенань, Шаньдун, Шаньсі]. Населяє зарості на схилах гір; на висоті ≈ 1400 метрів.